# Edward Archibald Beck
Edward Archibald Beck, britanski general, * 1880, † 1974.